# Primeira etapa do Rio de Janeiro da Stock Car Brasil de 2005
A Etapa do Rio de Janeiro foi a terceira corrida da temporada de 2005 da Stock Car Brasil. O vencedor foi o paulista Thiago Camilo.

## Corrida
| Pos | Nº | Piloto             | Equipe             | Voltas | Tempo/Aband. | Grid | Pontos |
| --- | -- | ------------------ | ------------------ | ------ | ------------ | ---- | ------ |
| 1   | 21 | Thiago Camilo      | Vogel Motorsport   | 23     | 47min53s723  |      | 25     |
| 2   | 0  | Cacá Bueno         | Action Power       | 23     | a 2s829      |      | 20     |
| 3   | 33 | Felipe Maluhy      | Terra-Avallone     | 23     | a 3s208      |      | 16     |
| 4   | 7  | Thiago Marques     | Action Power       | 23     | a 8s931      |      | 14     |
| 5   | 12 | Hoover Orsi        | Nasr-Castroneves   | 23     | a 9s593      |      | 12     |
| 6   |    | Ruben Fontes       |                    | 23     | a 11s035     |      | 10     |
| 7   | 14 | Luciano Burti      | RC Competições     | 23     | a 12s180     |      | 9      |
| 8   | 11 | Nonô Figueiredo    | RS Motorsports     | 23     | a 13s893     |      | 8      |
| 9   | 17 | Ingo Hoffmann      | AMG Motorsports    | 23     | a 14s228     |      | 7      |
| 10  | 35 | David Muffato      | Boettger           | 23     | a 14s958     |      | 6      |
| 11  | 3  | Chico Serra        | RC3 Bassani        | 23     | a 17s036     |      | 5      |
| 12  | 19 | Rodrigo Sperafico  | WWB                | 23     | a 18s140     |      | 4      |
| 13  |    | Ricardo Mauricio   | L&M Racing         | 23     | a 19s374     |      | 3      |
| 14  | 10 | Sandro Tannuri     | AMG Motorsports    | 23     | a 23s000     |      | 2      |
| 15  | 80 | Luiz Carreira      | Scuderia 111       | 23     | a 23s885     |      | 1      |
| 16  |    | Sergio Paese       |                    | 23     | a 26s350     |      |        |
| 17  | 77 | Valdeno Brito      | Nascar Motorsport  | 23     | a 26s610     |      |        |
| 18  | 99 | Gualter Salles     | Vogel Motorsport   | 23     | a 27s364     |      |        |
| 19  | 6  | Alceu Feldmann     | Boettger           | 23     | a 30s489     |      |        |
| 20  | 34 | Mateus Greipel     | RC3 Bassani        | 23     | a 35s999     |      |        |
| 21  | 16 | Wagner Ebrahim     | Hot Car            | 23     | a 40s749     |      |        |
| 22  | 36 | Raul Boesel        | RR                 | 23     | a 49s287     |      |        |
| 23  | 30 | Luiz Garcia Jr     | WWB                | 23     | a 1:05s296   |      |        |
| 24  | 31 | Tom Stefani        | Scuderia 111       | 23     | a 1:18s400   |      |        |
| 25  | 15 | Antonio Jorge Neto | RC Competições     | 22     | a 1 volta    |      |        |
| 26  | 68 | Henrique Favoretto | L&M Racing         |        | a 4 voltas   |      |        |
| 27  | 23 | Duda Pamplona      | Officer-Pamplona's |        | a 7 voltas   |      |        |
| Ret | 43 | Pedro Gomes        | Katalogo Racing    |        | a 13 voltas  |      |        |
| Ret | 27 | Guto Negrão        | Mattheis           |        | a 13 voltas  |      |        |
| Ret | 9  | Giuliano Losacco   | Mattheis           |        | a 13 voltas  |      |        |
| Ret |    | Allam Khodair      | Boettger           |        | a 15 voltas  |      |        |
| Ret | 4  | Popó Bueno         | WWB                |        | a 17 voltas  |      |        |
| Ret | 44 | Diogo Pachenki     | PowerTech          |        | a 17 voltas  |      |        |
| Ret | 88 | Beto Giorgi        | JF Racing          |        | a 18 voltas  |      |        |
| Ret | 5  | Adalberto Jardim   | Tatu Motorsport    |        | a 19 voltas  |      |        |
| Ret | 40 | Fabio Carreira     | Katalogo Racing    |        | a 21 voltas  |      |        |
| Ret | 2  | Reck Jr            | Mato Grosso Racing |        | a 21 voltas  |      |        |